# Erland Törngren
Erland Törngren, född 12 mars 1938, död 30 september 2021 i Stockholm, var en svensk bokförläggare, översättare och konstnär. 

## Biografi
Törngren var under åren 1966–1996 förlagsredaktör och senare förläggare på Gebers förlag och Norstedts förlag. Han var också verksam som översättare, ibland tillsammans med sin fru Kerstin Törngren Lind. 
På senare år ägnade han sig även åt bildkonst inom abstrakt måleri. Han studerade måleri vid Folkuniversitetet i Stockholm samt kurser i Danmark vid Kunsthøjskolen i Holbæk 2002–2007 och i Bohuslän vid Gerlesborgsskolan 2007 och Nösund 2011. Han har sedan 2003 deltagit i ett flertal separat- och samlingsutställningar i främst Stockholmsregionen och på Österåkers konsthall 2011.
Han var son till Pehr Henrik och Disa Törngren.

## Översättningar (urval)
- Leonard S. Bernstein: Vinsnobbarnas officiella handbok (The official guide to wine snobbery) (översatt tillsammans med Kerstin Öhrström, Informationsförlaget, 1985)
- Michael White: Leonardo: den förste vetenskapsmannen (Leonardo: the first scientist) (Svenska förlag, 2000)
- Lorenza de' Medici Stucchi: Frukt - en passion (A passion for fruit) (översatt tillsammans med Kerstin Törngren, Bonnier, 2000)
- Carl Honoré: Slow: lev livet långsamt (In praise of slow) (Bazar, 2006)
- Julia Blackburn: Billie Holiday (With Billie) (Norstedt, 2006)
- Michael Parkinson: Mitt liv (Parky) (Norstedt, 2009)